# Vrškovac
Vrškovac is een plaats in de gemeente Ozalj in de Kroatische provincie Karlovac. De plaats telt 145 inwoners (2001).